# Cantó d'Entrevaus
El cantó d'Entrevaus és un cantó francès del departament dels Alps de l'Alta Provença, situat al districte de Castelana. Té sis municipis i el cap és Entrevaus.

## Municipis
- Castelet de Saussas
- Entrevaus
- La Roqueta
- Sant Pèire
- Saussas
- Vau de Chalvanha

## Història
| Data d'elecció                           | Identitat       | Partit           | Qualitat |
| ---------------------------------------- | --------------- | ---------------- | -------- |
| 1964-1970                                | M. Vernoux      | Divers droite    |          |
| 1970-1988                                | Ernest Don      | SFIO, després PS |          |
| 1988-2008                                | Gilbert Brun    | PCF              |          |
| 2008-                                    | Gilbert Laurent | Divers droite    |          |
| les dades anteriors no són pas conegudes |                 |                  |          |
|                                          |                 |                  |          |

| 1962 | 1968  | 1975 | 1982  | 1990  | 1999  | 2007  |
| ---- | ----- | ---- | ----- | ----- | ----- | ----- |
| 815  | 1.057 | 978  | 1.050 | 1.126 | 1.057 | 1.296 |